# つきツキ!
『つきツキ！』は、後藤祐迅による日本のライトノベル。イラストは梱枝りこが担当。第6回MF文庫Jライトノベル新人賞佳作受賞作。MF文庫J（メディアファクトリー）より2010年11月から刊行されている。原作は12巻を最後に刊行が途絶えている。
メディアミックスとして、『月刊コミックアライブ』（メディアファクトリー）にて柴嶺タカシ作画のコミカライズが2011年8月号から2016年7月号まで連載された。2011年8月には公式サイトでドラマCD化が発表された。

## あらすじ
ある日、南条忍が目を覚ますと、目の前に下着姿の巨乳の少女が眠っていた。彼女はルナと名乗り、自らを「忍の奴隷」だと言う。そのまま母の許しを得て忍の家に住むことになった。そのほか神を自称するホームレス少女、同級生の退魔士少女などなど、様々なヒロインたちが入り乱れて騒動を起こす。やがて忍に取って彼女たちはかけがえのない「家族」となっていく。

## 登場人物
※声優名はドラマCD版のもの。以下特に断りなく○巻と指すときは、原作第○巻のことを表す。

### 南条家の住人
南条忍（なんじょう しのぶ）
声 - 江口拓也
本作の主人公。作中において一人称で物語を語る少年。緑山高校の二年生で一人称は「オレ」。自称「しのむん」。祖父が経営する道場で「心月体水南条流」という武術を習い、他流試合において無敗を誇るなど実力も相当なものとなっている。しかし、基本的に荒事は好まず平和的に話し合いでの解決を好む。
傍若無人な性格で、自己中心的な言動が多く、冗談も多いが根は優しい。よくセクハラな言動を見せることがあるが、事故でラッキースケベな目にあったときは相手に謝っている。同時に誤魔化しに走ることも多く「しのむん知らんぷいっ！」と発言することもある。
さらに冗談や誤魔化しの際は「ジゴロっぽい」言動を見せることが多く、ヒロインによって反応はまちまち。呆れられたり、賞賛されたり（大抵は後者で、呆れるのは薫くらい）。周囲からも天然ジゴロと呼ばれている。本人はそれを否定していたが、7巻で薫に指摘され自分が天然ジゴロだと気づき始める。日常の中でもジゴロっぽい冗談が多い。自分のことを「美しい」「ハンサム」といったりすることもある（そのためか本心が分かり辛い。また、作中でも本心が描写されている所はあまり無い）。
容姿は目付きの悪い悪人顔で、「三人ほど殺していそう」「ヤクザ」「ぱっと見殺し屋に見える」など言われており、子供でも容赦なく殴りそうな顔と称されている。笑った顔はかなり怖いようで、後輩の女子たちが悲鳴を上げて逃げてしまったほど。6巻でみーちゃんにはじめて会った時も「人殺し」と言われた。巻を追うごとに「顔の怖さ」が強調されていき、前述の通り微笑んだだけで後輩女子たちが悲鳴を上げて逃げたり、ナンパを環に邪魔されて激怒した男たちを「穏やかな笑み」で説得をしようとしたらやっぱり逃げられている（ナンパされていた女性まで逃げている）。
そのうえ、道場に通い続け、他流試合などで傷だらけになって登校していたため、目付きの悪さも相俟って「不良」と見られてしまい、人を寄せつけなくなっていたことにも関係している。席の近かった浅田と南くらいしか接してくれる学友がいなかった。
その反面、化粧映えする整った顔をしており、女装させられた際は女子生徒たちの人気を一気に獲得した。挿絵では母である巴と非常に似通った顔立ちをしている。
幼少時に妹なずなが交通事故に遭った折、瀕死の彼女を救うために悪魔召喚をしたことがある（藁にもすがる思いで、書店で見つけた写本を元に召喚を行った）。そのときに呼び出されたルナと出会い、なずなを救われる。ルナの抱く悲しみを本能的に察し、「友達になりたい」という思いから再召喚するも、手順を誤ってしまい「悪魔の力を奪うための」儀式を行ってしまった。その際にルナの義父ブラムの怒りにふれ、記憶を封印されてしまった。このことで幼少期の記憶に障害が残り、ルナに出会ったことや幼馴染である南のフルネームを忘れていた。しかし、この時、記憶の封印を経験したためなのか、後の記憶操作でエルニの記憶がなくなった際、唯一エルニとの記憶を自力で取り戻している。
自分の家系に代々伝わる「心月体水南条流」という格闘技の心得があり、かつては父や祖父への憧れから道場を継ぐことも考えたが、周りから才能の無さに対して嘲笑を受け、一度は道場に通うのも辞めてしまった。しかし幼少期にルナと出会ったことをきっかけに「ルナを護りたい」という想いを抱くようになり、再び道場で鍛錬を積み始めた。記憶を失ってもその思いは完全に消えず、その甲斐あってか現在では師範代とも五分の勝負ができるほどに強くなった（他流試合において無敗を誇るが、本人は功績に満足しておらず貪欲に力を求めている）。8巻にて道場を継ぐ気が無いないことが判明する。忍曰く「父さんや爺ちゃんみたいな人はオレのように傷だらけにならない。無様に傷を作ったりはしない」と言っている。また、五感も鋭く、目隠しをしてもどこに誰がいるか把握できるほど。環の不意打ちを察知して何度もかわしており、ブラムやマキナの不可視の風の砲弾を感覚だけで防御している。精神力も強靭で、様々なヒロインから過激な誘惑をされても耐えることができるほど。周りからは単にヘタレだと言われている。
ルナを始めとする多くの女性に好意を向けられているが、全くといって良いほど気づいておらず、周りから白い目で見られることも多い。なお、聖のことは『憧れ』としてまぶしくみており、初期は「さん」付けだったが向こうから名前で呼んで欲しいと言われ、だんだんと接し方も友達のようになっていき気軽に「お前」と呼んだりしている。
実は女子からの人気投票で二位を獲得している（浅田が言うには、メイドのコスプレで一気に人気を獲得したからだという）。一位はバスケット部の佐々木と浅田から聞かされたが、忍本人は興味がないので全然気にしていなかった。
5巻にて、「浸透勁（しんとうけい）」のアレンジ技を体得したと語る。対象の肉体の内部と外部を同時に破壊するため、極めれば熊も倒せるという。さらに他流の技も盗んで加えている。
ルナ
声 - 原田ひとみ
忍の布団の中に突然現れた金髪の美女。本作におけるメインヒロイン。「忍の奴隷」。
本名はルナジェナ。その正体は人間から悪魔に生まれ変わった女性。
元々は娼婦の娘で、赤ん坊の頃に満月の頃に教会へ捨てられて孤児となった。「娼婦の娘」としか見られず誰からも愛されない、見向きもされない人生を送っていた。しかし、悪魔ブラムと出会ったことで人間から悪魔へと生まれ変わり、彼の義理の娘として魔界で生きることとなった。ブラム、マキナのことを本当の家族として見て接している。
幼少の忍のことを一途に想っており、その勢いが余って過激な行動に出てしまうことも多い。酔った際にはそれが暴走することも（巴曰く、酔った時は優しいドSに豹変するらしい）。実際酔った時に巴を含む全員が迫られていた。忍に対しては、強引にキスまでしていた。
家事は最初こそぎこちなかったものの、現在では南条家の料理を含む家事全般を任されている。過去に忍が悪魔召喚した際に呼ばれ、事故によって植物人間となったなずなを助けた。エルニが忍に与えた指輪のおかげで「守護霊」として再び忍の元に現れる。だが、義父ブラムはそれを快く思わずルナを無理やり連れ戻そうとするが、忍たちの命がけの説得によってルナは忍のもとにいることを許される。
7巻にて、捨て子ゆえに誕生日のなかったルナに忍たちがこっそり誕生日をつくってくれた。日付は九月十六日。ルナは人間界での名前として「瑠奈」の名と携帯電話を忍からプレゼントされた（作中では「ルナ」のまま変化していない）。
その後、原作におけるルナの夢の中で母親の想いが描写された。病魔に冒された母はもう先が長くないことを悟り、ルナを教会へと預けた（娼婦ゆえに断られると思い、捨て子にして置き去りにした）。
最近、忍に対する好意故に大胆な言動に突っ走ることが多い。
エルニ
声 - 下田麻美
本名はエルニーニョ。意味は「神の子」。通称マッド・ドッグ。自分のことを「忍の愛人」または「神」と言っている。
見た目は銀髪ツインテールの美少女だが、口を開けばアホだとわかってしまうような言葉ばかりが飛び出す。不思議な力と五行宗吾とも旧知の間柄や何らかの人脈を持つ。ただし、宗吾からは「他人の振り」をされるほど遠ざけられている（ただし、退魔士に関する知識と宗吾との関係は11巻にて断片的に明らかとなる）。
当初はホームレス同然の暮らしをしており、川辺の側でテントを張って生活していたが、空腹で倒れそうになっていたところを忍にホットドッグを恵まれ、一飯の恩として守護霊を呼び寄せるという指輪を与えた。3巻にて嵐でテントが吹き飛ばされ、一旦、忍の家で生活するが、一人で生きるという意志から去ろうとするものの、忍の優しさに触れ、彼の自宅の警備員として共に生活することになる。
10巻のラストで忍に旅へ出ることを伝える。その理由は過去の経験からであり、宗吾とブラムに協力してもらい記憶操作によって、自分と関わったことのある者の記憶を消して姿を消す。しかし、忍だけは何とか思い出したうえに、親しかった人に限っては完全に消えたわけではなかった。そして、ブラムから居場所を聞いた忍と再会。忍に説得され、彼の家族として生きることを決意する。
11巻にて彼女の過去が明らかとなる。ある村で生まれ、アルビノ（銀髪で紅の瞳）を持つ少女であった。そのうち、彼女を神の子と呼ぶようになり、村人は彼女に対して願い事をする（信仰心を持つ）ようになっていった。彼女もそれに応えるべく神に祈りを捧げた。そして、ある日を境に、神の力を宿し、不老不死となったのである。しかし、その代償として、いくつもの死別を経験することになり、そのうえ、村人が減っていくことによって信仰心が薄れた結果、神の力は失われて不老不死の力だけ残った。村人がいなくなってしまったのをきっかけに旅を始める。その過程で、宗吾と出会い、その際退魔士や護符の使い方を教わっている。どれだけの年月を生きているかは不明。
一見すると、お調子者のように見え、本人もそれを否定していないため、周囲からはそういう性格だと思われているが、時には辛辣な言葉を放つこともある。
ゲームが大好きでヒマさえあれば遊んでいる。特にRPG系が好きな模様。初めはマキナとは相性が悪かったが、次第に仲を深めていくことになる。特になずなとは気が合い、仲がいい。桜井瑞希ともなずなを通じて知り合い、趣味がゲームと共通したこともあるのですぐに仲良くなった様子。家事をしている描写はなかったが、後に一通りのことはそつなくこなせることが判明する。
人の気配に敏感な薫に気づかれず、彼女の寝顔写真を撮影したりとかなり不可思議な面もあり、このことは薫にも驚かれていた。
3巻のあとがきによれば、応募作を書く前のプロット段階ではメインヒロインだった。
南条なずな（なんじょう なずな）
声 - 竹達彩奈
忍の妹。愛称は「なずにゃん」。兄と猫が大好きである。よく「にゃあ！」と猫のマネをする。容姿は兄や母とは似ず、稚気の際立った顔立ちでポニーテール。
中学校では空手部に所属しているが、ブラジリアンキックといった足技も体得している。努力型の兄とは違い、天才肌の感覚派のため、技の原理などよく知らないでいる。
忍と稽古した際はあっさりと動きを見抜かれて手玉に取られている。
過去、交通事故により植物人間となってしまうが、忍が呼び出したルナによって救われた。
8巻にて、忍に道場を継がせるために合気道を辞めていたことが判明する。表向きは「父親から注意を受けた」という理由を話していたが、実際は兄が自分と比較されて蔑まれていたことを申し訳なく思い、大好きだった道場通いをやめることによって、忍に道場を継がせようと考え、なずなの本心は兄を思いやってことだった。
忍もそれを母から聞き、今までずっと隠していた武術に対する自分の思いを打ち明けた。ルナを守りたいと願っていたから続けたこと、かつてルナがなずなを助けてくれたこと、などすべてを打ち明けている。
マキナ
声 - 日笠陽子
2巻から登場。本名は「マキナ・リーベライ・オランジェロ」。忍のクラスの転校生。転校初日に忍の隣の席を奪い取った。髪は赤のロンスグトレートで、父ブラムと同じ琥珀の瞳を持つ。ツンデレでノリツッコミが得意。忍の冗談に悪ノリすることも多い。
実は、ルナの義妹で人間と悪魔の混血児である「半人半魔」。姉との仲はとてもいい。ルナやブラムもオランジェロ姓のはずだが、作中では表記されていない。
人間である母と、悪魔である父ブラムとの間に生まれた混血児。その生まれのため、魔界では差別されて育っており、人間という種族を憎んでいた。当初は人間界に向かったルナを連れ戻すため忍と接触し、精神支配で彼を奴隷にしようともくろんでいた。しかし、忍の強固な精神は揺らぐことがなく、目的を隠したまま忍と一緒にいるうちに敵意が薄れてしまう。だが、病院の患者から生気を吸った行動から、五行ら退魔士たちに狙われてしまう。すべて返り討ちにしているが、死者は出ていない。コミックス版では退魔士たちを破ったことが聖の口から語られており、聖も敗北を喫し酷いダメージを受けていた。そして、半ば無理やり行動に出て、忍から「大切な肉親」を奪うべくなずなを襲撃するが、エルニと忍によって阻まれる。そのまま忍と対決するが攻撃をことごとく破られ、彼の言葉を受け入れて自らの敗北を認めた。その後、今まで優しくしてくれたことや自分を守ってくれたことから、忍のことが好きになり、そのまま、忍の家で生活することになる。
実は幼少期に母親が健在だった頃は人間界で暮らしていたが、酷い田舎だったことから狼に襲われてしまい、友達を守るために「禁止」されていた悪魔の力を使ってしまったことがある。これにより悪魔とバレてしまい、村人たちの手によってブラム不在の折を狙われ母親はマキナを守って殺されてしまった。このことから人間を憎んでおり、似たような境遇を持った義理の姉ルナには好意を寄せていた。
10巻で父ブラムと再会。ブラムから魔界に帰ることを勧告され一旦はそうしようと決心するものの、決闘の末、人間界で生きていくことを決意する。
10巻で生徒会長選挙に立候補。演説の席では「初めはみんなのことが嫌いだった」ことを告げるが、段々とみんなを好きになっていったことなど素直な気持ちを告げ、晴れて生徒会長となる。
普段は人間と変わりない姿をしているが、背中から双翼を生やして飛翔したり、父譲りの風の砲弾を武器とする。
南条巴（なんじょう ともえ）
声 - 浅川悠
忍の母。忍曰く歳は40以上らしいが、聖に「忍の姉」と間違われるほどに若々しい顔立ちをしている。性格は息子以上の傲岸不遜ですぐに手が出る性格。
なずなを可愛がる一方で、忍のことは男として信用していない節があり、容赦なく蹴ったり、顔面に膝蹴りを食らわせたりと息子に対する扱いはひどいが（原因は忍にあるが）、本心では優しく強い心の持ち主である忍を誇りに思っている。容姿も性格も忍に似ている。
忍の描写によれば彼女もまた「心月体水南条流」の使い手の模様忍にとって「気配を感じさせずオレの背後に回れる二人のうち一人」。もう一人は薫である。
2巻以降では暴力的な振る舞いはなりを潜め、忍の無礼に対しても睨みつける程度のものとなった。南条家で一番偉い人物だと思われがちだが、当人は「ルナ様が一番よ」と語っている。酔ったルナになにかされたらしいが、それ以上はなにも語らない。
7巻ではルナの生い立ちの断片を知り、「ずっとウチにいていいからね」と涙していた。対照にふざけてばかりのエルニには叩いたり、お小遣いカットしたりなどお仕置きしている。エルニが唯一頭の上がらない人物でもある。特に薫に対しては胸を触ったりとかなりのセクハラを行っている（体術に優れた薫でも彼女から逃げられず「何者ですか!?」と驚愕されている）。

### ヒロインたち
五行聖（ごぎょう ひじり）
声 - 早見沙織
1巻から登場。忍のクラスメイト。男性的な口調でしゃべるのと長い黒髪に竹刀袋を携帯しているのが特徴。剣道部のエース。「忍の許婚」。基本的に相手に対しては「君」「さん」「ちゃん」をつけるなど礼儀正しいが、エルニだけは呼び捨てにしている。
男女ともに人気があり、特に下級生からの人気は絶大。熱烈なファンの集ったファンクラブまで存在しており、うかつに彼女に近づくものは制裁を受けるとまで浅田から語られている。
しかし本人の性格は穏やかで剣道の実力に反して遠慮がちで臆病さを見せることも。ナンパ男たちに絡まれ、忍に助けられた際も「怖かった」と素直に例を述べている。しっかりものであるが、後に思い込みが激しくそそっかしい一面を持つことが判明する。
動物好きで犬のぬいぐるみですら生き物のように扱う（忍が犬のぬいぐるみを放った時は本気で怒っていた）。周りからは霊感が強いと言われているが、実際に退魔の一族である。ルナが悪魔というだけで危険視し、「化け物」と呼び一時は退治しようとしたが、その性格を知り現在助けになっている。今ではお互いに下の名前で呼び合う仲であり、聖にとって恋のライバルとなっている。
その後、マキナがなずなを手にかけようとしたときは応戦するが、マキナをかばった忍を真剣で切りつけてしまう。身を挺してまでも相手をかばう姿と、自分を退魔士と知っても怖がらず、変わらぬ付き合いを続けてくれる彼に惹かれていく。
しかし、彼女には名前も顔も知らない許婚がいた（その相手とは忍であることが4巻で判明する）。祖父同士が勝手に結んだ契約だったが、父親は娘が危険な退魔士になるのを快く思っておらず、無理やり意にそぐわぬ結婚をさせることで引退させようとする。しかし、後にその理由が明らかとなる。
しかし、忍は自分の正体を知っても怖がるどころか「可愛い女の子だ」と言い、頭を撫でてきた。そのことをキッカケに彼に惹かれるようになり、日を追うたびにその思いはどんどん大きなるが、ルナと付き合っていると思って今まで遠慮していた。
3巻のラストでは許婚と結婚することから忍に「さよなら」を伝えてしまうが、許婚が忍だとわかってからは積極的なアプローチを開始。ルナと付き合っていないのもわかったので遠慮することなく薫の悪知恵を取り入れて迫っていった。その後、薫との一騎討ちによる試験をクリアすれば退魔士家業を続けられることを伝え、忍に協力してもらうことによって圧倒的な実力差のある薫に勝利した。その後、忍がしばらく許婚でいれば無理やり結婚られることもないと聖は語っており、以後も薫の計略もあって積極的にアタックをかけている。しかし、協力してもらう際、「誘惑することで退魔師としての力を引き上げるため」という理由を言ったこともあって、まったく気持ちが伝わっていない(この理由を強調したり、聖も恥ずかしがって恋愛感情からではないと否定するせいもある)。そのせいもあって、忍には「自分にモーションかけてくるのは力をつけるため」だと勘違いされているうえに、「人気者の五行さんがオレなんか相手にするわけがない」とも思われている。
心に傷を負った幼少期、慰めてくれた薫と友情を深め、彼女を本当の家族に迎えられるように、五行家の立派な跡取りとなり、「半人半魔の奴隷制度」をなくすことを決意する。それも年月が経つうちに薄れかけていたが、忍との出会いをきっかけに信念を取り戻していく。
弟のことを溺愛しており、今も頭を撫でたり一緒にお風呂に入ろうと誘っているが断られてしまっている。それで「反抗期なのかな」と弟のことを心配している（実際はただの気恥ずかしさから断られている、と忍は見ている）。
そのこともあり、なずなに「お姉ちゃんと呼んで欲しい」と声をかけ、さらには「いずれは本当にお義姉ちゃんになりたい」とつぶやいていた。
7巻では忍とみーちゃんの偽装デートを目撃してしまい、忍から「付き合っている」と嘘をつかれショックのあまり泣き出して逃げ出してしまった。それからは失恋でおおなきして引きこもってしまうが、「男性を落とす方法」を熱心に勉強し、誘惑を開始。薫も仰天するようなお色気攻撃で忍に迫り、今まで忍がなびかないのは自分に魅力がないからだと告白する。なので忍の口から、聖に魅力がないわけでも、みーちゃんと付き合っているというのも偽装だったということを明かされた。自分に女としての魅力があるが故に、忍もまた理性を総動員して堪えていたことを聞き、今度は喜びの余りまた引きこもってしまった。薫も再びこれに心配して何があったか忍に聞いたが、本人からはぐらかされた。
9巻では、ついに思いを抑えきれず忍に告白、しかし今まで忍を見てきたのですぐにルナに恋焦がれていることを見抜き、自分の思いが叶うことはないと知って元気を失っていった。忍からも本心である「ルナが好き」ということを聞き出し、彼の優しさに甘えて困らせてしまうのを避けるために自分から離れる決意を固める。
生徒会選挙の準備や部活、退魔の仕事が重なり身体を壊していくが忍のことを考えないようにするために無理に没頭し倒れてしまう。見かねた薫や橘によって、聖がそこまで頑張る真実が忍に伝えられる。実はルナやマキナの存在は前々から退魔士たちにマークされており、危険視されていた。聖は彼らが手出しできないように必死で説得を続け、それを維持できるだけの名声と地位を獲得するべく家業に専念していた。
忍も彼女を放っておけなくなり、「これからも支えていきたい」「例え嫌われてもお前から離れない」「絶対にお前を嫌いになったりしない」と告げ、聖は無理をすることなく彼のそばにいることを決心した。後日談では薫の冗談を真に受け「愛人」ポジションを狙っている。
竹刀袋はカモフラージュで本身の日本刀と一緒に携帯しているが、さすがに休日は持ち歩いていない。
必殺技は、青白い劫火によって魔性を焼き尽くす「火之迦具土神（ヒノカグツチ）」。剣術だけではなく体術にも優れ、1巻では咄嗟に放った双打衝で忍をふっ飛ばしている（文字通り宙に吹っ飛ばした）が、忍には全然通用しなかった。
かおるん
声 - 喜多村英梨
3巻から登場。本名は「薫（かおる）」退魔士の名門・五行家に仕える冷徹なメイド。普段から無表情でめったに表情を変えることはない。ただし挿絵では微笑を浮かべているシーンが多い。忍からは「かおるん」と呼ばれている関係上、地の文でもかおるんで表記される。「忍のメイド」。
年は二十歳前後。よく卑猥な言動を見せるため、忍から「変態メイド」と呼ばれている。連載が進むにつれて「痴女メイド」とも呼ばれるようになった。たまに忍の声真似をして変態な台詞を言い放つ。
常に敬語だが感情に希薄で基本的に無表情。声にも抑揚がなく冷たい雰囲気をかもし出している。しかし、盗撮や家宅侵入など犯罪スレスレの行為を平然とやってしまう女性。ダンボールの中に隠れて忍をストーキングし、盗撮までしたことがある。ヒロインたちにセクハラすることも多い（ルナと聖が一番被害にあっている）。また、忍のマネをして「かおるんしらんぷいっ!」と悪ふざけすることもある。ただし忍の母・巴には手も足も出ずセクハラされて可愛がられている。物語が進むに連れて忍とは打ち解け、次第に表情豊かなキャラクターとなっていった。
忍と出会った当初は、聖と仲のよさに嫉妬してか敵意剥き出しの言動が目立っていた。しかし、ギャグやノリのセンスが忍に近いこともあり、すぐに打ち解けて冗談を言い合う仲となった。ただし、聖の弟のことは「おまけのバカ」と呼んだりすることや打ち解けあってからも毒舌を言うこともあるため、毒舌キャラとしての属性も持ち合わせている模様。
5巻にて彼女の過去が語られる。実はマキナと同様、人間と悪魔のハーフ。両親に捨てられた際に退魔士の道具として連れて行かれ、そのまま五行家に仕えることとなった。他の退魔士たちから道具として見られていたことで、そして家族に捨てられたという過去が重荷となって、主人の娘である五行聖が大好きであるが、どうしても五行家の人間の行為を素直に受け止めることができず、一歩退いた立場から進むことができずにいた。しかし、両親が自分を愛していたこと、五行家に追われていた父親が妻と娘を守るために母親の記憶を封じ、薫を五行宗吾に託したことを知り、「聖の姉」として生きることを誓う。以後は聖を「聖ちゃん」と呼ぶようになる。
聖の姉となることは決意したものの、自らとの約束が聖の人生を縛っているのではないかという負い目があった。しかし、8巻のあるきっかけで心を開き、聖と共に歩むことを決心する。
忍を落とすためのアドバイスを聖にしており、彼女とともに忍を篭絡しようとあの手この手で誘惑を仕掛ける。
本人曰く、家事炊事が得意だと自ら絶賛しているが、全然仕事しないでサボってばかりいる。そのため忍からは疑惑の目を向けられていたが、後に本当に得意だったことが発覚する。
戦闘においては超常の力を持つマキナとは違い、驚異的な身体能力から繰り出される打撃技、ナイフ、退魔アイテムなどを使ったスタイルを見せる。使えないのか使わないだけなのかは不明だが悪魔の術を使用する描写はない。一対一なら体術だけで忍、聖を圧倒する実力者である。
聖が退魔師家業を続ける条件としてかおるんと腕試しを執り行うことになり、橘が立ち合いを務める中、学校の屋上で聖と対決。しかし、原作・コミカライズ版のどちらも「房中術」によって霊力を上げた聖に敗北する。
気配に対しても敏感で、後ろにいた忍の存在を振り返りもせず気づいていた。しかし、エルニによって自分の寝顔を写真を撮影されてしまったことには気づいておらず、写真を見たときは驚いていた。また巴の気配に気づかず背後から羽交い絞めにされてセクハラを受けており、巴に向けて「何者ですか!?」と驚愕した。
コミックス版では胸が大きめに描かれている。また最終巻では感情的になるシーンが多いほか、威圧するような凄味のある表情を何度も見せシリアスに拍車をかけている。過去の回想シーンの一コマでは「戦うための道具（少女期のかおるん）」としての彼女が描かれた。
南桜花（みなみ おうか）
声 - 荒川美穂
忍のクラスメイト。1巻から登場しているキャラクターだが、脇役としての役回りが強く、サブヒロインとして登場するのは6巻からとなる。明るく元気な性格で、Fカップの巨乳の持ち主。言動や行動がいちいちエッチな感じがする女子高生。男子からの人気は高く、人気投票では三位の座を獲得している。五行聖とは友人の間柄。「忍の幼馴染」。
聖が悪魔を倒す瞬間を目撃してしまい、非日常的な力を目の当たりにして聖を恐怖の対象としてみてしまう。だがしかし、忍との会話、聖への友情が勝利し、翌日には再び友人として接するようになった。6巻で忍に告白したが断られた（だがまだ諦めていない模様）。8巻にて、忍に対する呼び方が「忍ちゃん」に戻りつつある。まだ忍に対する好意を諦めきれないのか、大胆な行動に走ることも多い（そのせいで忍からはむっつりスケベだ、という認識を得られてしまっている）。
実は忍とは幼少の頃からの友人で、なずなとも面識がある。
みーちゃん
6巻から登場。
本名は「桜井 瑞希（さくらい みずき）」。なずなの同級生で一番の友人。愛称は「みーちゃん」。人気のあるなずなと自分を照らし合わせ、「自分はなずなちゃんの友達」として釣り合っていないと考えている。挿絵ではやや短めのツインテールで、珠のついたリボンで髪を結えている。
気の弱い性格で、年齢以上にやや幼い顔立ちをしている（忍と並ぶと兄妹に見えるといわれた）。幼児体型や気の弱さにコンプレックスを抱いているらしく、自分にないもの（スタイルとか気の強さとか）を持っているマキナを尊敬している。
なずなを通じてエルニとも知り合い、彼女にゲームを貸したりしている。
なずなと知り合うまでは性格ゆえに友達もできず、ペットの犬が唯一の友達だった。その犬が死んでしまい、泣いているところをなずなに声をかけられ、真剣に事情を聞いてくれた彼女と友達になった。
しかし、なずなはクラスの人気者。その彼女と一番の親友になった瑞希はクラスメイトたちから疎まれてしまっている。
最初は忍のことを怖がっていたが、だんだん忍に惹かれていく描写がある。忍に好意を持っているうちの一人。
瀬川環（せがわ たまき）
7巻から登場。
みーちゃんの先輩でボクっ娘。中学三年生。非常に気が強く、喧嘩っ早い上にかなりの男嫌い。同時にかなりのファザコンでもある。
へそ出しにデニムのホットパンツとラフな格好のため、ぱっと見美少年に見えるが、結構な巨乳の持ち主。胸が大きいせいで幼少の頃に男の子にからかわれ、男嫌いに輪をかけてしまっている。
そのため一目惚れしたみーちゃんに告白するが、「付き合っている人がいる」と嘘をつかれてしまう。疑った環は会わせて欲しいと言い出し、結果として恋人役を引き受けた忍と出会うこととなった。無論、簡単に二人の仲を認めるわけがなく何度も「お前はみーちゃんに相応しくない！」と発言する。
空手をたしなんでおり、何度も不意をついて忍を攻撃するが、空手と武術では次元が違い指一本かすることも叶わなかった。
女の子が好きということもあり、女装した忍の写真を見て他の男に抱く感情とは違うものを抱いた様子。また彼の「格好いい言動」に結構惹かれている。
最後はみーちゃんに付きまとうことをやめ、お互い友達でいることを約束する。それで環を信じた忍によって「大切な友達を騙すのはよくない」と偽恋人だったことを明かされる。忍の思ったとおり、真実を知ってもみーちゃんに言い寄ることはなくなったが、今度は忍に対して「体だけの関係でいいから」と言い寄るようになってしまった。

### 退魔士関係
五行宗吾（ごぎょう そうご）
退魔士の名門・五行家の現当主。聖の父親。5巻から登場した。エルニとは旧知の間柄だが、エルニと会って早々他人のフリをしている。その理由は後に判明する。
橘の部下を軽くいなした忍をいたく気に入っており、「退魔士にならないかね？」としつこく勧誘してくる。忍その気になって退魔士としての技を教えて欲しいと思って何度も訪れているが、そのたびに仕事で屋敷を開けているためなかなか会えずにいる。何度かあって指導を受けてもらう機会もあったが、やはり多忙のせいで席を外すことも多い。
11巻でエルニとの関係が明らかとなる。昔、エルニと知り合い、彼女に支えられながら生活していた時期があった。しかし、ある日、エルニは置き手紙を残して姿を消してしまった。その後、世界中を探し回り、再会するものの、その時やっとエルニが姿を消した理由を悟る。そして、エルニへの未練を断って現在に至る。エルニと会った際、他人のフリなど避けるようにしていたのは、彼女を悲しませないためであったことが判明する。
今までは薫の父親を手にかけた負い目から薫と向き合うことができずにいた。しかし、聖の「半人半魔の奴隷制度をなくしたい」という目的の第一歩として、「薫を大学に通わせる」という行動に協力する。まだ未熟な聖に代わって意見を通し、自分の立場が悪くなることも厭わず「娘を学校に通わせてなにが悪い」と娘たちのために尽力している。
五行修一（ごぎょう しゅういち）
聖の弟。聖や薫からは「修くん」と呼ばれている。なずなの先輩にあたり、彼女とも顔見知り。「ああ見えて面白い人」となずなに言われている。容姿はよく姉に似ており、イケメン好きの千早からも好意を向けられている。しかし、薫曰く「ライトM」とのこと。
当初、薫からは「坊ちゃま」と呼ばれているが、口を滑らせた彼女から「あのバカ」と言われている辺り、薫には好かれていない模様。その理由は、彼が幼少期の頃から薫を嫌っていたからである（後述）。
姉・聖が退魔士としての力を持っていることが小学校に知れ渡ったとき、弟の彼も学友から怖がられ仲間はずれにされていた。当時小学1年生だったにもかかわらず、「大好きな姉を助けたい」という想いから姉の前では傷付いていないように振る舞い、その強さを見込まれて父からは時期当主になることを告げられていた。
薫との「約束」を守るため聖は退魔士を目指すことを決め、いつまた姉が異能を知られて迫害されるかわからない状況になってしまった。姉を守るために当主を次ぐことを決めた彼にとって、姉が退魔士を続ける理由である薫が許せなかった。そのため修と薫の仲は不仲だったが、それも時とともに薄れ行き、次第に薫のことを家族として受け入れていくようになっていった。
忍と会話をした時には敬語だったが、独白では姉よりの言葉遣いであった。
今までは存在が会話の中に出てくる程度だったが、ついに8巻にて登場する。ただ一コマだけの登場であり、ストーリーにはほとんど絡まない。
橘（たちばな）
宗吾の部下で、女性退魔士。4巻から登場。部下を引き連れていることから、階位の高さが窺える。
聖の試験官として、薫と聖の対決に立ち会った。
5巻では、脱走した薫を部下とともに追跡するも、後一歩のところで部下たちは忍によって打ち倒されてしまう。その後も、たまに登場している。
なお、薫によれば「橘」の家系は「五行」と比肩する「四天王」に数えられるほどの血筋とのこと。
コミカライズ版では薫と一緒に忍と聖のキスシーンを撮影するなどコミカルな部分が見られた。

### 友人・知人関係
浅田耕太（あさだ こうた）
忍の1年からの友人でクラスメイト。忍を親友と認識しているらしく、よく絡んでくる。女子からの人気は一番と述べている（ただし下から数えて）。人気投票の際にはマイナス票まで入っていた。
自他共に認める変態であり、クラスの女子には「顔だけはいい」と評されている。台詞もどこか芝居がかっており、気取った感じが漂う。登場するたびに変態の度合いが増し、変態的な言動がより多くなった。相当なシスコンで姉を溺愛しており、忍から「シスコン野郎！」と言われたときは本気で怒っていた模様。
顔は広く、忍に洋服店で服を見繕ったり、短期のアルバイトを紹介したりしている。
忍の体についている傷を見ても全然気にしておらず、その筋肉を羨ましがっていた（他の生徒は忍を避けるように遠ざかっている）。
8巻にて忍とともに女装させられ、チャイナドレスを着せられてしまった。開き直って「オネエ口調」になっていたら他の男子生徒からモテ始めてしまう。
9巻では忍と聖の仲をファンクラブに邪魔させないため、密かに忍の女装写真をバラまき、会員たちを次々と魅了して脱退させていたことが発覚。忍から凄まじく驚かれたが、結果的に忍が嫉妬や妬みの嵐に見舞われることはなくなった。しかし忍は、結果よりも自分のためを思って行動してくれた浅田に感謝している。
巻が進むにつれて変態の度合いが強くなっていき、時折忍に対して同性愛を感じさせる台詞を発するようになる。
有栖川千早（ありすがわ ちはや）
なずなの同級生。お嬢様然とした中学生で、よく「お〜ほほほっ」と高笑いしている。無理に高笑いを続けて咳き込んで死にかけてしまうことも。自他共に認める「バカ」。
かなりのブラコンのため兄には鬱陶しがられている。
6巻から登場して、モテモテなのに告白を断り続けているなずなに嫉妬して絡んできた。だが、なずなの可愛さに取り巻きもろとも撃沈。7巻でまたなずなに絡むも、「兄にまとわりつく妹はウザがられるもの」と自分となずなを同一視したため、なずなから「絶交」を告げられ落ち込んでしまった。去り際には、素直になれない自分を悔いているような言葉をつぶやいている。
忍とすれ違った際には「ワイルドですわ」と一目惚れした様子を見せていた。
千早の取り巻き
いつも千早の隣に立っている二人の女子。
「そうよそうよ！　千早様の言うとおり！」となにかと千早の言うことに同調するのが秋奈。
もう片方は名前は不明だが、取り巻きの割には千早を罵ったりする少女。嫉妬で千早に絡まれたなずなに謝ったり、千早の奇行に呆れたりしている。
柊茜（ひいらぎ あかね）
忍のクラスの担任。幼い少女のような体形をしており、言動もどこか子供っぽい。そのため生徒たちから「童顔」「子供」「ちんちくりん」と言われている。
片霧（かたぎり）
忍のクラスの委員長。いつもクールな女子高生。と思いきや悪ノリしやすいタイプらしく、忍を女装させる計画にノリノリだった。
加藤（かとう）
女装が似合う可愛い系の美少年。忍のクラスメイト。忍に対して同級生以上の感情を抱いている節がある。事実、4巻では女装した彼に告白している。
忍が美少女とくっついていると男子たちが騒ぎ立てて「忍羨ましいぞ！」と叫ぶときに、「いや、ぼくはむしろ彼女のほうが羨ましいね！」と主張している。その後に女子生徒が「誰よあたしと同じこと考えているの!?」と突っ込むのが定例。実は1巻から登場している。
8巻では運動会の仮装リレーに出場するはずだったが、転んで捻挫したため聖と交代した。
サティア
人間の女性。故人。ブラムの妻でマキナの母親。顔に傷がある金髪の女性で、弱かった頃のブラムと知り合い妻となった。マキナをもうけるが、悪魔といる人間も悪魔と見なされ、人間たちに殺されてしまった。マキナによれば、彼女が住んでいた地域は狼が出没しており、人間を守るためにマキナが力を使ったことでバレてしまったという。このことからマキナもブラムも人間を憎悪していたが、サティアは守護霊としてずっとブラムの側にいた。そのことをエルニに指摘されたことでブラムも人間に対する考えを改める。

### 悪魔
ブラム
声 - 池田秀一
ルナの義父でありマキナの実父。1巻の終盤に敵キャラクターとして登場。
人間離れした端正な容貌と、赤い髪が特徴。外套を身に着けている。忍曰く「吸血鬼みたい」。
かつては弱い悪魔だったが、自分を愛した妻を守るため強大な力を持つ、高位の悪魔となった。忍からは「おっさん」と呼ばれている。
人間の女性を愛し、彼女との間にマキナをもうけたが、彼女は「悪魔といる人間も悪魔だ」と標的にされ、人間に殺されてしまった。そのため人間を憎悪しており、忍のもとにいるルナを連れ戻すために人間界にやってくる。そのさい、自分の能力を抑えるために片腕を切り離し、力の大半を失った状態で結界を通り抜けてきた（結果は強い悪魔ほど通れないため）。力を抑えているため本来の力を引き出せないばかりか、無理やり結界を抜けたため重傷を負ってしまう。そのため天敵である退魔士も脅威となる。だが、その危険を冒してまでルナを連れ戻そうとしたのは、彼女のことを本当に愛しているからであった。
戦闘では不可視の風の砲弾を武器としており、片腕を失った状態でかつ結界を通り抜け傷付いたまま忍を圧倒する実力を見せた。しかし、忍の最後まで諦めない思いを砕くことはできず、圧倒的に有利だった中距離戦から接近戦に持ち込まれ、敗北を喫する。
妻サティアを人間に殺されたことで人間を憎悪しており、ルナと忍の仲を決して認めようとしなかった。「仮に一緒になってもルナに悲しみを抱かせることになる」と考えていたが、エルニが「ブラムの守護霊に金髪の女性がついている」ことに気づき、その守護霊の正体が妻だったことがわかり、考えを改め、忍にルナを託して魔界へ帰る。
その後、人間界に行ったマキナを心配して毎日のように手紙を贈っていたが、マキナが人間界で幸せに暮らしていることを知ってあまり干渉しなくなる。
10巻でマキナを魔界に連れて帰るという目的のために再び忍たちの前に姿を現す。しかし、本来の目的を達成するとマキナが生徒会長になったのを見届けて魔界へ帰っていった。しかし、このときあることをしており、その関係で11巻も登場する。
実はかなづちで泳げず、マキナの前で泳ごうとして溺れ死にかけたことがある。また雷の怖さを幼少時のマキナに語った直後、落雷に打たれて死にかけた過去がある。
マキナのノリツッコミはブラムの遺伝であると召使が答えている。
10巻では退魔士対策として使い魔の能力で片腕に擬態させ、失った力を補っている。この状態なら忍でも敵わないと語っている。
タバコを吸ったり、携帯電話を使ったり（魔界でも結界の付近なら電波が届くらしい）、なずなとゲームで遊んだりと人間嫌いの割には人間の文化になじんでいた。なずなと遊んだり「なずにゃん」と渾名で呼んだことからしのぶから「ロリコン」とからかわれた。
ブラムの使い魔
黒尽くめの男女。ルナを追う忍の前に立ちふさがるが、聖とエルニのコンビに敗北した。その後、10巻にてブラムの片腕に擬態し、失われた力を補っている。
コミックス版1巻では目隠しで素顔を隠した妖艶な女性として描かれており、男のほうは未登場。
狂羅（きょうら）
薫の父親。故人。
かつては多くの人間や悪魔を殺し、名のある退魔士たちも殺した凶悪な悪魔だった。しかし、人間の女性の綾香を愛し、彼女との間に薫をもうけたことで考えを改める。悪魔の妻として綾香が退魔士に目を付けられていることを知り、自分との関係を絶つために彼女の記憶を封じた。宗吾らと対峙した際、まったく抵抗せず攻撃を受け続け「この子（薫）だけは助けてくれ」と懇願し、幼い薫を庇うために命を落とした。真実を綴った手紙と薫を宗吾に託し、後に父の思いを記した紙片は薫の手に渡ることになった。
廃ビルの悪魔
忍たちが向かった臨海学校先にあるホテルの近くの廃墟に巣食っていた悪魔。
力のある悪魔だったようだが、退魔師に敗れて肉体を失い、犬に憑依してかろうじて命をつないでいる。魂だけの状態では人間の肉体をのっとるのは難しいため、憑依は動物に限定されている。
外見は可愛らしい犬だが、戦闘の際は人狼のような体躯とみっつの頭部を持つ怪物となる。
薫と聖のコンビネーションに敗北。聖の「火之迦具土神」によって魂を完全に焼き払われた。

## 用語
心月体水南条流（しんげつたいすいなんじょうりゅう）
忍やなずななどが使用する武術。「浸透勁」という技を持っており、忍はブラムとの戦いでこれを用いて勝利している。またアレンジすることで極めればクマも一撃で倒せるという。作中では打撃系統の技として描かれるが、忍もなずなも他流の技を取り入れて使用している。
退魔士
悪魔、悪霊などの退治を専門とする者たち。一般にはその存在や力を知られることは厳禁となっており、聖が小学校の頃、力を知られた際は宗吾がかん口令を敷いてもみ消している。術者は霊符を用いて特殊な効果を引き出すことが可能となっており、そのほか様々な術を扱える。中でも卓越した力を持つ賀茂、土御門、橘、そして五行の家系は「四天王」と呼ばれている。
火之迦具土神（ヒノカグツチ）
退魔士が使う術の一種い。作中では聖が用いる必殺技として描写される。
房中術
退魔士が使う術の一種。性交や接吻を行うことで相手から霊力を受け取り、それによって己の霊力を増幅させるというもの。作中では忍にキスすることで聖が使用している。
悪魔
人間の世界とは違う世界、すなわち魔界に住まう存在。悪魔という呼称から創造できるように、多くが人間の敵とみなされており、神を自称するエルニや退魔士の聖も当初はルナを悪魔というだけで眉をひそめていた。実際にかおるん（薫）の父親は幾多の人間を殺害してきた凶悪な存在であった。
人間の世界には外界からの侵入を阻む結界が張られているため、強大な力を持った悪魔は阻まれて通り抜けることができない。無理やり通り抜けようとすると悪魔は代償として力の大半を失ってしまう（呼び出されたルナも力をほとんど失っている）。ただし、ブラムのように片腕を斬り落とし、事前に戦力を弱体化させることで影響を軽減できる。また人間の血が混じっている半人半魔ならば能力を抑えれば、代償なしで突破することができる。半分は人間であるため悪魔を祓う退魔士の技も効果が半減してしまう。
半人半魔
人間と悪魔の混血児を指す。作中ではマキナ、かおるん（薫）が該当する。人間の血を引くため退魔士が張った結界の影響をほとんど受けず、また術もあまり効力を見せない。悪魔の血を引くため悪魔の力を行使することも可能で、食事の一環として人間の生気を吸う。ただし必ずしも生気を吸う必要はなく、2巻でマキナが生気を吸ったのは衝動的なものである。作中ではマキナは翼を生やし（漫画ではかおるんも）飛行している。
神の子
エルニことエルニーニョを指す言葉。上述のようにエルニを崇拝した村人たちがつけたものであり、1巻でエルニが自己紹介した際も名乗っていた。

### アイテム
作中で使用された特殊な力を持った道具を掲載
エルニの指輪
エルニがホットドッグのお礼として忍に渡した物。本来は縁のあるものを側に引き寄せる効果があり、たいていは守護霊が来るという。これによりルナは魔界から忍のもとへと呼び寄せられることとなった。
ブラムの指輪
1巻での戦いの後、ルナの影響を受けないようにブラムが忍に託した物。これを身につけると悪魔の影響を受けなくなるというが、その後使用された描写はない。
羅針盤
悪魔の位置を探知するための道具。
霊符
霊力を込めることで効果を発揮するアイテム。作中では身体能力の向上や低空飛行などが見られた。使用する者の霊力によって効力は増減し、エルニが使った際は聖も圧倒されて驚愕したほど。

## 評価
第6回MF文庫Jライトノベル新人賞にて佳作を受賞した（受賞時のタイトルは「憑いている！」）。同賞で審査員を務めたヤマグチノボルは本作を以下のように評している。

## 既刊一覧

### 小説
- 後藤祐迅（著）・梱枝りこ（イラスト）、メディアファクトリー〈MF文庫J〉、全12巻

| 巻数 | タイトル      | 発売日         | ISBN              |
| ---- | ------------- | -------------- | ----------------- |
| 1    | つきツキ！    | 2010年11月25日 | 978-4-8401-3582-5 |
| 2    | つきツキ！ 2  | 2011年2月25日  | 978-4-8401-3823-9 |
| 3    | つきツキ！ 3  | 2011年5月25日  | 978-4-8401-3927-4 |
| 4    | つきツキ！ 4  | 2011年8月25日  | 978-4-8401-4203-8 |
| 5    | つきツキ！ 5  | 2011年11月25日 | 978-4-8401-4298-4 |
| 6    | つきツキ！ 6  | 2012年2月24日  | 978-4-8401-4387-5 |
| 7    | つきツキ！ 7  | 2012年5月25日  | 978-4-8401-4582-4 |
| 8    | つきツキ！ 8  | 2012年8月24日  | 978-4-8401-4683-8 |
| 9    | つきツキ！ 9  | 2012年11月22日 | 978-4-8401-4873-3 |
| 10   | つきツキ！ 10 | 2013年2月25日  | 978-4-8401-4988-4 |
| 11   | つきツキ！ 11 | 2013年5月24日  | 978-4-8401-5189-4 |
| 12   | つきツキ！ 12 | 2013年8月23日  | 978-4-8401-5285-3 |

### 漫画
- 後藤祐迅（原作）・梱枝りこ（キャラクター原案）・柴嶺タカシ（作画）、メディアファクトリー〈MFコミックス アライブシリーズ〉、全7巻

| 巻数 | タイトル     | 発売日         | ISBN              |
| ---- | ------------ | -------------- | ----------------- |
| 1    | つきツキ！ 1 | 2011年11月22日 | 978-4-8401-4058-4 |
| 2    | つきツキ！ 2 | 2012年5月23日  | 978-4-8401-4467-4 |
| 3    | つきツキ！ 3 | 2012年9月21日  | 978-4-8401-4725-5 |
| 4    | つきツキ！ 4 | 2013年2月23日  | 978-4-8401-5003-3 |
| 5    | つきツキ！ 5 | 2013年8月23日  | 978-4-8401-5305-8 |
| 6    | つきツキ！ 6 | 2014年8月23日  | 978-4-0406-6830-7 |
| 7    | つきツキ！ 7 | 2016年8月23日  | 978-4-0406-8526-7 |

### 関連書籍
| タイトル                                   | 発売日        | ISBN              |
| ------------------------------------------ | ------------- | ----------------- |
| つきツキ！ Illustrations 梱枝りこArt Works | 2013年2月25日 | 978-4-8401-4956-3 |

## ドラマCD
HOBiRECORDSより発売。
1. ドラマCD つきツキ！（2011年11月25日発売 HBDC-099）
2. ドラマCD つきツキ！ 〜呪いの刀は寂しがり屋〜（2012年6月29日発売 HBDC-117）[4]